# George Antheil
George Johann Carl Antheil, ook Georges Antheil genoemd (Trenton, 8 juli 1900 – New York, 12 februari 1959), was een Amerikaans componist, pianist en uitvinder, van half-Poolse afkomst. Hij schreef niet alleen opera’s en balletten maar ook een diversiteit aan muzieksoorten, waaronder filmmuziek.

## Levensloop
Hij studeerde piano bij Constantine von Sternberg, een leerlinge van Liszt, en compositie bij Ernest Bloch. In 1922 vertrok Antheil naar Parijs waar hij als pianist furore maakte en in contact kwam met de avant-garde van toen: Erik Satie, Jean Cocteau, Ezra Pound, James Joyce, Pablo Picasso, Man Ray, de Groupe des Six en Igor Stravinsky (zijn grote voorbeeld).
Hij cultiveerde zichzelf in de jaren 20 als een ‘enfant terrible’, onder andere door middel van zijn optredens, die veelal uitmondden in een rel. In 1923 schreef de dichter/schrijver Ezra Pound een boek over Antheil, Antheil and the Treatise on Harmony, waarin hij Antheil als het enige genie naast Stravinsky neerzette. Pound kwalificeerde Antheils composities als de enige die de muziek werkelijk vernieuwende impulsen hebben gegeven. Hij schreef dit naar aanleiding van de première van Ballet Mécanique, waarmee Antheil zijn reputatie vestigde. Aanvankelijk was het ballet geschreven voor een abstracte film van Fernand Léger, maar Antheil herschreef het in 1926 als een zelfstandig werk voor 8 piano’s, pianola, 8 xylofoons, twee elektrische deurbellen en het geluid van een vliegtuigpropeller. Opnieuw werd de première in Parijs een rel. In 1953 maakte Antheil de definitieve versie van het ballet, waarbij hij de lengte van het stuk en het aantal piano’s halveerde, de pianola schrapte, en een bandopname van vliegtuigen toevoegde.
Van 1923 tot 1927 was Antheil lid van De Stijl. Hij schreef enkele artikelen in het tijdschrift van de beweging, onder meer over zijn eigen Ballet Mécanique. Zijn muziek werd gespeeld tijdens de opening van de door de Poolse kunstenaar Victor-Yanaga Poznanski georganiseerde tentoonstelling Art d'aujourd'hui in Parijs, waaraan ook veel andere Stijl-kunstenaars deelnamen. In 1928 werd hij assistent-directeur aan het Stadttheater in Berlijn. In 1933 keerde hij met zijn Hongaarse vrouw Boski terug naar de Verenigde Staten. Vanaf toen werd Antheil gematigder, vooral in compositorisch opzicht, en ging hij in zijn muziek verschillende contrapuntische compositietechnieken gebruiken. In 1936 verhuisde hij naar Hollywood en schreef daar veel filmmuziek. In 1945 schreef Antheil zijn autobiografie Bad Boy of Music, waarin hij zeer kritisch is over zijn Europese periode:
"Als het publiek al aan me denkt, denkt het waarschijnlijk aan mij als de componist van dat verdomde Ballet Mécanique. Gek als ik eraan denk dat ik het toch al jaren terug, twintig jaar geleden, voltooide. Toch sta ik nog steeds te boek onder het hoofdstuk 'jonge Amerikaanse componisten'. Voor mij is daardoor het Ballet Mécanique geworden wat de Prélude in cis-klein voor Rachmaninov moet zijn geweest. Het is, ronduit gezegd, mijn nachtmerrie, ondanks het feit dat ik sinds 1925 nooit meer het idee heb opgevat van 'mechanisme' in muziek. Noch esthetisch noch praktisch, zelfs niet in het in genre verwante La Femme 100 Têtes". 

## Andere activiteiten
Antheil was niet alleen musicus. Hij publiceerde ook over criminologie en schreef een detectiveroman. Hij werkte samen met actrice Hedy Lamarr aan de uitvinding van frequency hopping; een methode waarmee radiocommunicatie ongevoelig gemaakt kan worden voor storingen van buitenaf. Ze noemden hun uitvinding het Secret Communications System en vroegen daarop octrooi aan, dat op 11 augustus 1942 werd toegekend. Ze schonken hun patent aan de United States Navy, die echter de uitvinding van een actrice en een componist niet serieus nam. Bovendien was de elektronica destijds nog niet zo geavanceerd. Zo duurde het tot 1962 voordat hun vinding werd toegepast. De uitvinding stond ook aan de basis van frequency hopping en spread spectrum; een techniek die heden ten dage wordt toegepast in vrijwel alle draadloze digitale communicatietechniek, zoals gps, GSM, Bluetooth en optioneel in wifi. Lamarr en Antheil werden in 2014 postuum opgenomen in de National Inventors Hall of Fame.

## Werk
Opera
- Transatlantic (1930)
- Volpone (1953)
- The brothers (1954)
- Venus in Africa (1957)

Ballet
- Ballet mécanique (1923–1925, herz. 1952–1953)
- Capital of the world (1953)

Filmmuziek
- The plainsman (1936)
- Sirocco (1951)

Orkest
- Zingareska (1920–1922)
- Concerto for piano and orchestra No.1 (1922)
- Jazz symphony (1925, herz. 1955)
- Fighting the Waves (1929, voor stem, koor en kamerorkest)
- Serenade (1948)
- Tom Sawyer
- Vierde symfonie
- Decatur at Algiers
- McKonkey's Ferry
- Vijfde symfonie ('Joyous')
- Archipelago (1933), ook gebruikt als het derde deel van de Symfonie nr. 2

Piano
- Airplane sonata (1921)
- Jazz sonata (1922–1923)
- Sonate sauvage (1922–1923)
- Death of machines (1923)
- La femme 100 têtes (1933)
- Mother's day piece (1939)[9]
- Carnival of the beautiful dresses (1939-1946)

Kamermuziek
- Sonate I voor viool en piano (1923)
- Sonate II voor viool en piano (1923)[10]
- Sonate III voor viool en piano (1924)
- Sonatine voor viool en piano (1945)
- New Second Violin Sonata voor viool en piano (1947–1948)[11]
- Lithuanian Night (ca. 1919, voor strijkkwartet)
- Strijkkwartet I (1924, herz. 1925)
- Strijkkwartet II (1927, herz. 1943)
- Strijkkwartet III (1948)
- Printemps I & II (1924, voor viool solo)
- Concerto for Chamber Orchestra (1932, voor blaasoctet)

Overig
- Songs of experience (1948, zang en piano)
- 8 fragmenten van Shelly (1951, koor en piano)